# Галгенберг

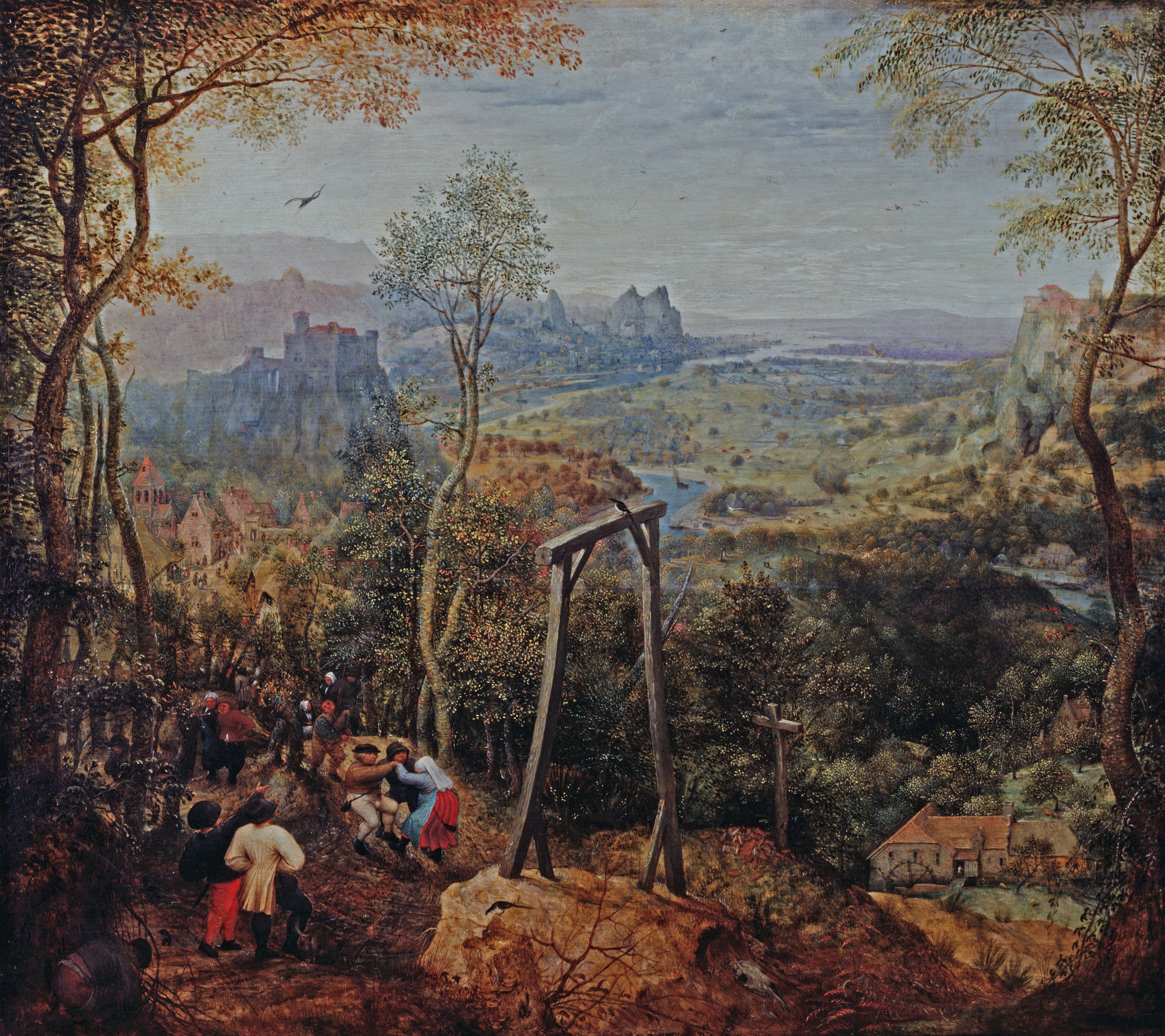
Питер Брейгель Старший Сорока на виселице (1568)

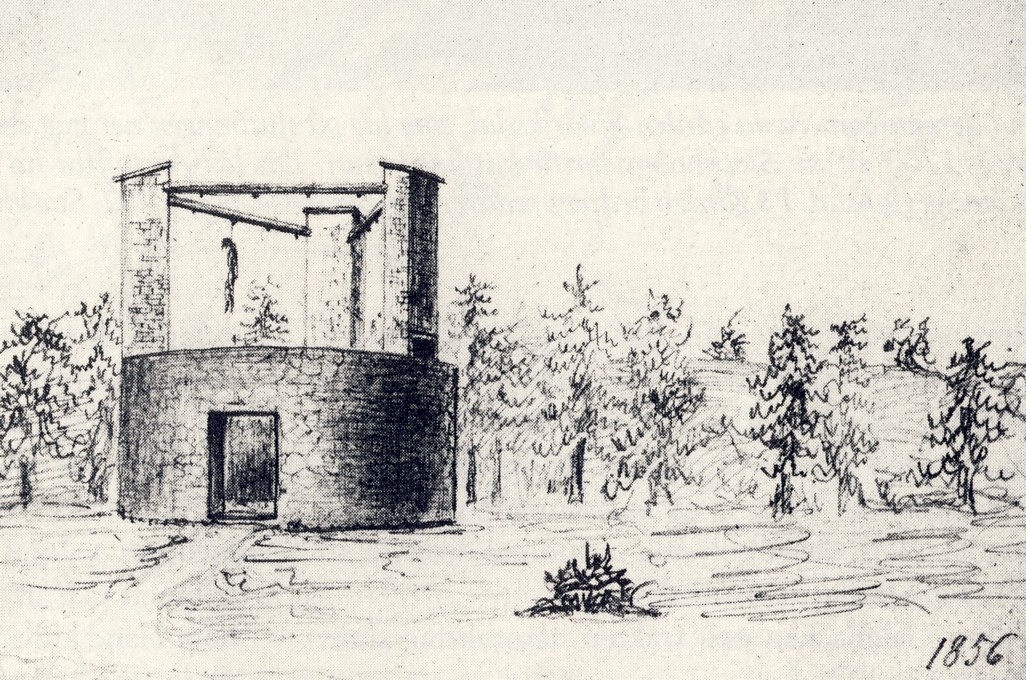
Галгенберг Стокгольма, рисунок 1856 года

Галгенберг, также Галгенхюгель, Галгенбюль (нем. Galgenberg, в пер. Гора виселицы) — в Средние века и Новое время в Германии, Австрии, Швейцарии, Эльзасе и Лотарингии, Тироле, Силезии и других германоязычных землях обозначение для места приведения в действие смертного приговора через повешение.
Название Галгенберг носили в прошлом сотни гор и холмов на территории Германии, Австрии, орденских земель в современной Прибалтике. Эти холмы находились невдалеке от центров, имевших собственное судебное право и, как правило, на заметных местах — например, у развилок дорог. Начиная с XIII—XIV веков в Священной Римской империи места проведения казней, оборудованные сложенными из камня виселицами, стали постоянными для проведения здесь экзекуций. Они располагались так, что были издалека видны и были расположены близ границы владения, на которой местные власти имели право совершать свой суд и приводить в исполнение вынесенные им приговоры с тем, чтобы внушить страх всем въезжающим перед неотвратимостью правосудия. Место казни было, как правило, окружено каменной стеной и было оснащено различными «орудиями» — для повешения, колесования, сажания на кол. Согласно местным обычаям, палач приводил все виды приговоров в исполнение на одном и том же либо на различных «галгенбергах».
Тела повешенных оставались висеть на виселице в местах казни длительное время на виду у всех — пока они не разлагались, не были съедены волками, бродячими собаками или воронами либо не разрушались непогодой. Упавшие трупы или их части были захоронены под виселицей на галгенберге или рядом с ней. Раскопки на холмах с таким названием обычно указывают на то, что здесь захоронялись также трупы павших животных. В настоящее время эти горы и холмы, как правило, поросли лесом, но в некоторых случаях на них ещё можно обнаружить остатки виселицы.
Места проведения казней путём отсечения головы в германоязычных землях назывались Рабенштейн (Rabenstein, вороний камень).